# Mondsee (sjö)
Mondsee är en sjö i Österrike.   Den ligger i förbundslandet Oberösterreich, i den centrala delen av landet, 230 km väster om huvudstaden Wien. Mondsee ligger 479 meter över havet. Arean är 14,2 kvadratkilometer. Den sträcker sig 3,9 kilometer i nord-sydlig riktning, och 6,3 kilometer i öst-västlig riktning.
I omgivningarna runt Mondsee växer i huvudsak blandskog. Runt Mondsee är det ganska tätbefolkat, med 129 invånare per kvadratkilometer.